# Tjänsteställningstecken och gradbeteckningar vid de sovjetiska järnvägarna
Tjänsteställningstecken och gradbeteckningar vid de sovjetiska järnvägarna redogör för de insignier som betecknade den hierarkiska ordningen vid de sovjetiska statsjärnvägarna.

## Tjänstedräkter och insignier
Järnvägspersonalen tilldelades tjänstedräkter med tjänsteställningstecken under perioden 1932-1934. Tjänstegrader infördes 1943. Dessa avskaffades 1954 och efterträddes av tjänsteställningstecken.

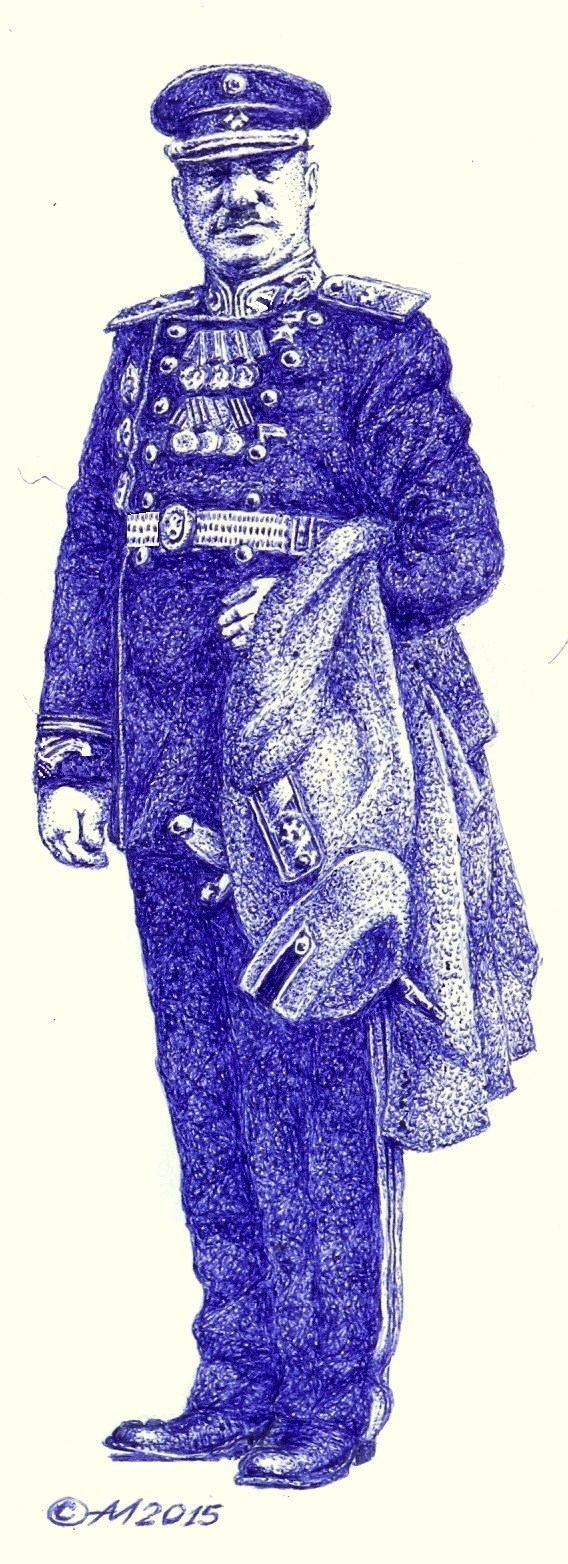
Biträdande generaldirektör av första  graden 1954.
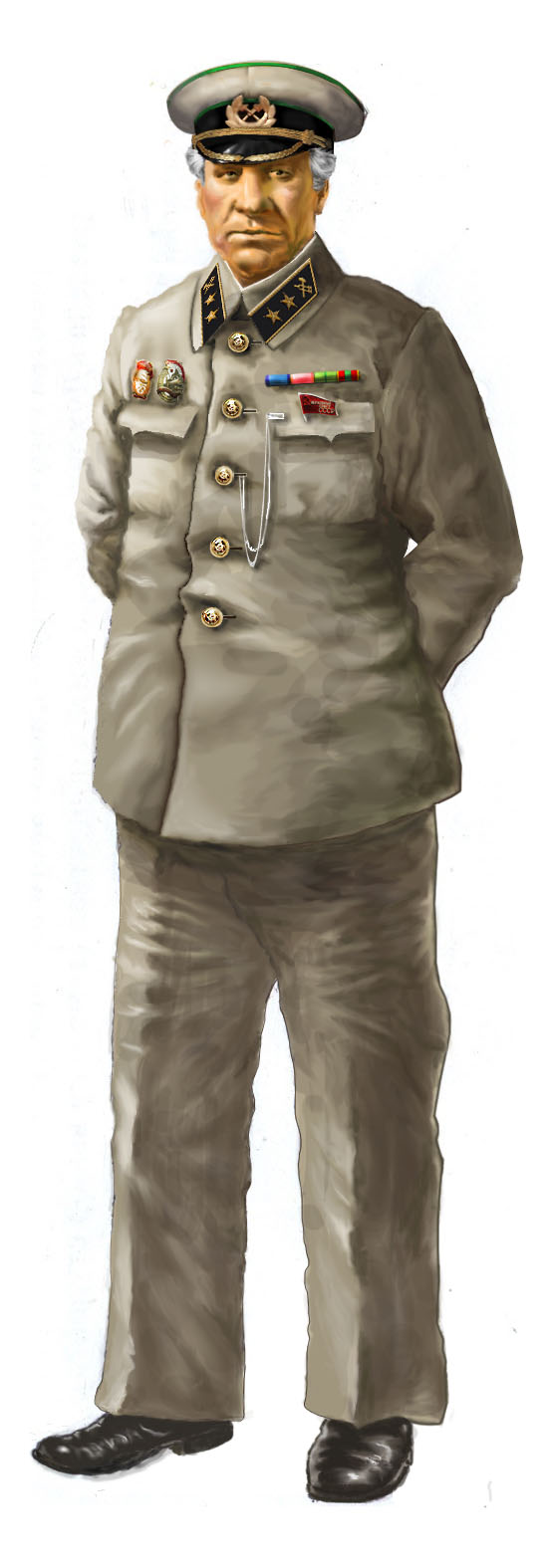
Avdelningschef i sommaruniform modell 1955.
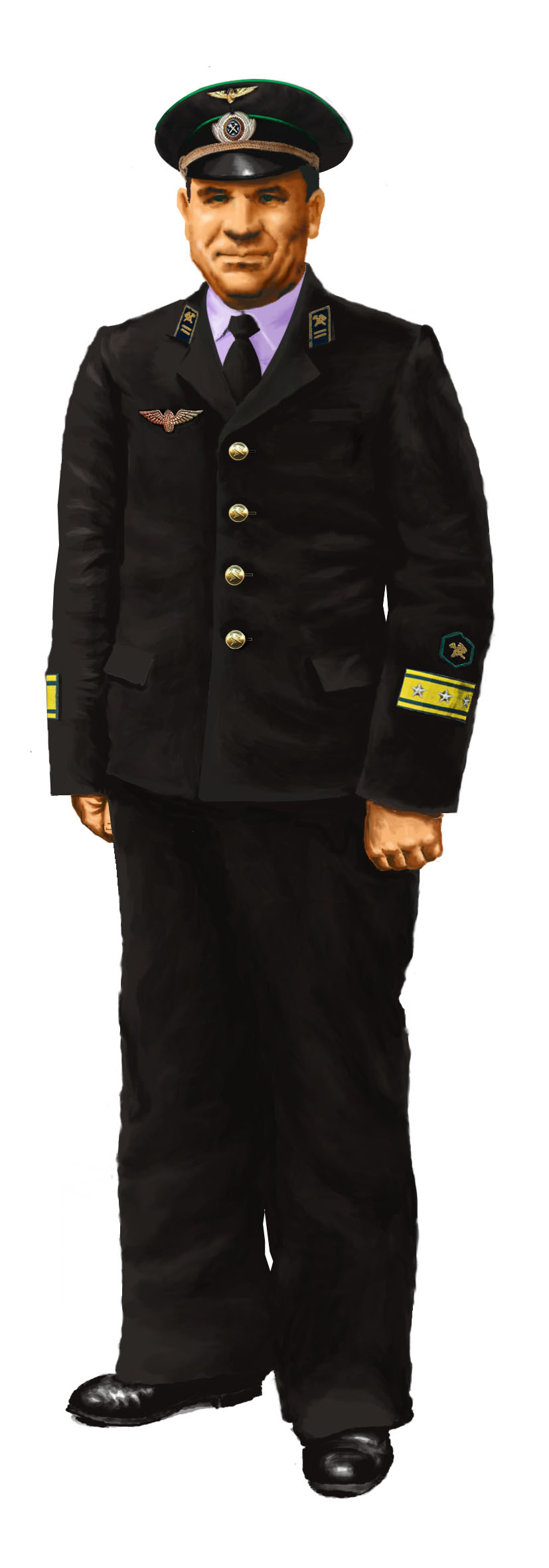
Signaldirektör 1979
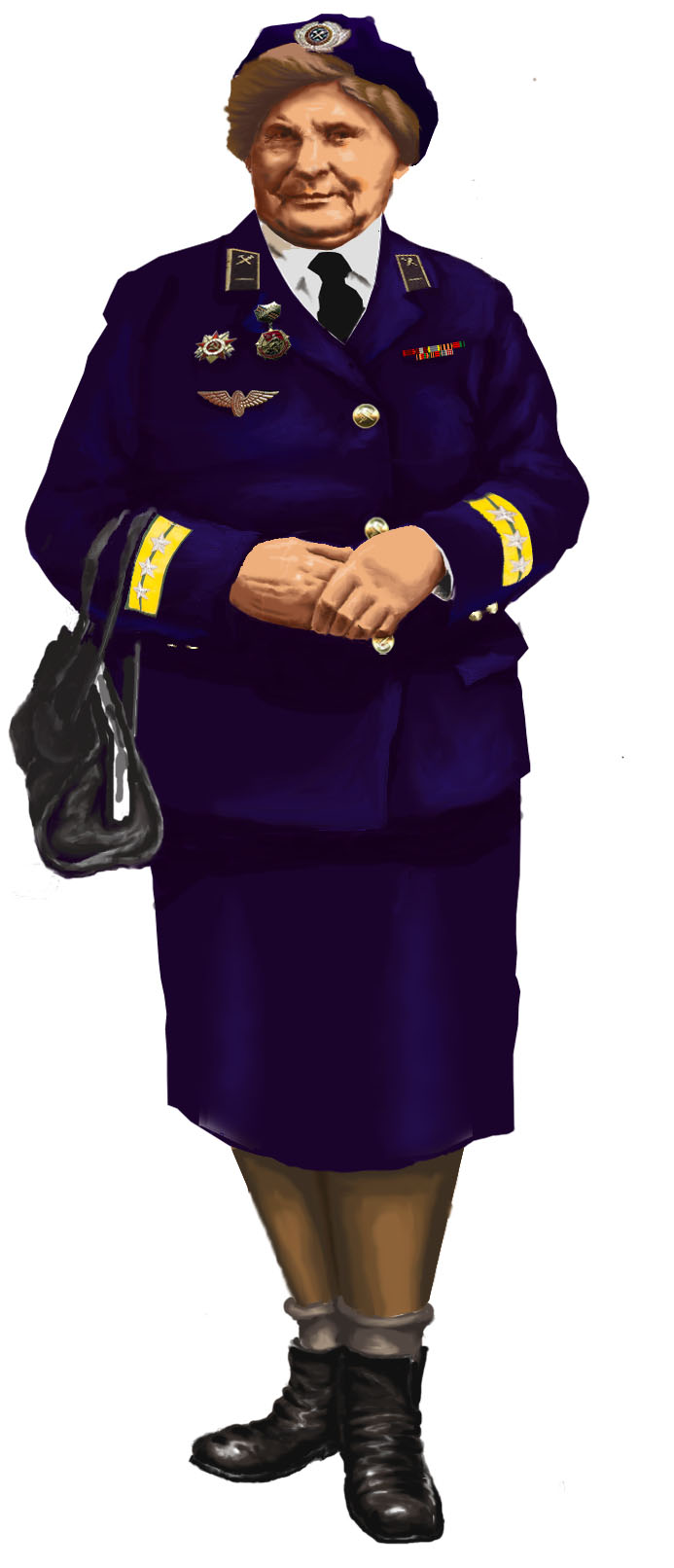
Passagerartågs- inspektör i vinteruniform 1985.

## Tjänsteställningstecken 1934–1943
Tjänsteställningstecken i form av kragspeglar med insignier användes 1934-1943.
|                | Högsta järnvägsbefälet | Högsta järnvägsbefälet | Högsta järnvägsbefälet | Högsta järnvägsbefälet | Högre järnvägsbefälet | Högre järnvägsbefälet | Högre järnvägsbefälet | Högre järnvägsbefälet | Lägre järnvägsbefälet | Lägre järnvägsbefälet | Lägre järnvägsbefälet | Lägre järnvägsbefälet | Vanliga arbetare |
| -------------- | ---------------------- | ---------------------- | ---------------------- | ---------------------- | --------------------- | --------------------- | --------------------- | --------------------- | --------------------- | --------------------- | --------------------- | --------------------- | ---------------- |
|                | знаки мпс 1934         | знаки мпс 1934         | знаки мпс 1934         | знаки мпс 1934         | знаки мпс 1934        | знаки мпс 1934        | знаки мпс 1934        | знаки мпс 1934        | знаки мпс 1934        | знаки мпс 1934        | знаки мпс 1934        | знаки мпс 1934        | знак мпс 1934    |
| Befälskategori | 12                     | 11                     | 10                     | 9                      | 8                     | 7                     | 6                     | 5                     | 4                     | 3                     | 2                     | 1                     | Arbetare         |
| Källa:         |                        |                        |                        |                        |                       |                       |                       |                       |                       |                       |                       |                       |                  |

## Gradbeteckningar 1943–1955
Under perioden 1943-1955 bars gradbeteckningar i form av epåletter på järnvägsuniformen. Dessa grader infördes 1950 även för inrikesministeriets och kolgruveministeriets järnvägar. De infördes 1953 också för järngruveindustrins järnvägar.
|        | Generaldirektören för statsjärnvägarna | Biträdande generaldirektör för statsjärnvägarna av första graden | Biträdande generaldirektör för statsjärnvägarna av andra graden | Generaldirektör av första graden | Generaldirektör av andra graden | Generaldirektör av tredje graden |
| ------ | -------------------------------------- | ---------------------------------------------------------------- | --------------------------------------------------------------- | -------------------------------- | ------------------------------- | -------------------------------- |
| Källa: | погоны мпс 1943                        | погоны мпс 1943                                                  | погон мпс 1943                                                  | погоны мпс 1943                  | погоны мпс 1943                 | погоны мпс 1943                  |

|        | Överstedirektör | Överstelöjtnantdirektör | Majoringenjör   | Kapteningenjör  | Löjtnantingenjör | Löjtnanttekniker |
| ------ | --------------- | ----------------------- | --------------- | --------------- | ---------------- | ---------------- |
| Källa: | погоны мпс 1943 | погоны мпс 1943         | погоны мпс 1943 | погоны мпс 1943 | погоны мпс 1943  | погоны мпс 1943  |

|        | Tekniker av första grader | Tekniker av andra grader | Tekniker av tredje grader | Verkmästare     | Förman          | Arbetare        |
| ------ | ------------------------- | ------------------------ | ------------------------- | --------------- | --------------- | --------------- |
| Källa: | погоны мпс 1943           | погоны мпс 1943          | погоны мпс 1943           | погоны мпс 1943 | погоны мпс 1943 | погоны мпс 1943 |

## Tjänsteställningstecken 1955–1963
Under perioden 1955-1963 bars tjänsteställningstecken på kragspeglarna.
|        | Järnvägsministeriet | Järnvägsministeriet | Järnvägsministeriet | Högsta järnvägsbefälet | Högsta järnvägsbefälet | Högsta järnvägsbefälet | Högre järnvägsbefälet | Högre järnvägsbefälet | Högre järnvägsbefälet | Mellersta järnvägsbefälet | Mellersta järnvägsbefälet | Mellersta järnvägsbefälet | Lägre järnvägsbefälet | Lägre järnvägsbefälet | Vanliga arbetare | Lokomotivförare | Lokomotivförare | Lokomotivförare |
| ------ | ------------------- | ------------------- | ------------------- | ---------------------- | ---------------------- | ---------------------- | --------------------- | --------------------- | --------------------- | ------------------------- | ------------------------- | ------------------------- | --------------------- | --------------------- | ---------------- | --------------- | --------------- | --------------- |
| Källa: | A                   | B                   | C                   | знак мпс 1954          | знак мпс 1954          | знак мпс 1954          | знак мпс 1954         | знак мпс 1954         | знак мпс 1954         | знак мпс 1954             | знак мпс 1954             | знак мпс 1954             | знак мпс 1954         | знак мпс 1954         | знак мпс 1954    | 1               | 2               | 3               |

A = Järnvägsminister; B = Förste biträdande järnvägsminister; C = Biträdande järnvägsminister; 1 = Lokomotivförare av första graden; 2 =Lokomotivförare av andra graden; 3 = Lokomotivförare av tredje graden.

## Tjänsteställningstecken 1963–1973
Under perioden 1963-1973 bars tjänsteställningstecken på kavajens bägge underärmar.
| Järnvägsministeriet | Järnvägsministeriet        | Högsta järnvägsbefälet | Högsta järnvägsbefälet                   | Högsta järnvägsbefälet       | Högsta järnvägsbefälet          | Högre järnvägsbefälet         | Högre järnvägsbefälet                    | Högre järnvägsbefälet                                       | Högre järnvägsbefälet                                          |
| ------------------- | -------------------------- | ---------------------- | ---------------------------------------- | ---------------------------- | ------------------------------- | ----------------------------- | ---------------------------------------- | ----------------------------------------------------------- | -------------------------------------------------------------- |
| знаки мпс 1963      | знаки мпс 1963             | знаки мпс 1963         | знаки мпс 1963                           | знаки мпс 1963               | знаки мпс 1963                  | знаки мпс 1963                | знаки мпс 1963                           | знаки мпс 1963                                              | знаки мпс 1963                                                 |
| Järnvägsminister    | Förste biträdande minister | Biträdande minister    | Chef för huvudförvaltning och likställda | Chefsingenjör och likställda | Tjänstegrenschef och likställda | Avdelningschef och likställda | Biträdande avdelningschef och likställda | Stationsinspektor vid station av högre klass och likställda | Stationsinspektor vid station av första klassen och likställda |
| Källa:              |                            |                        |                                          |                              |                                 |                               |                                          |                                                             |                                                                |

| Mellersta järnvägsbefälet                                   | Mellersta järnvägsbefälet                                    | Mellersta järnvägsbefälet                                                                   | Mellersta järnvägsbefälet                                                                   | Lägre järnvägsbefälet                                      | Lägre järnvägsbefälet         | Lägre järnvägsbefälet                     | Lägre järnvägsbefälet                                                   | Vanliga arbetare                                 |
| ----------------------------------------------------------- | ------------------------------------------------------------ | ------------------------------------------------------------------------------------------- | ------------------------------------------------------------------------------------------- | ---------------------------------------------------------- | ----------------------------- | ----------------------------------------- | ----------------------------------------------------------------------- | ------------------------------------------------ |
| знаки мпс 1963                                              | знаки мпс 1963                                               | знаки мпс 1963                                                                              | знаки мпс 1963                                                                              | знак мпс 1963                                              | знак мпс 1963                 | знак мпс 1963                             | знак мпс 1963                                                           | знак мпс 1963                                    |
| Stationsmästare vid station av andra klassen och likställda | Stationsmästare vid station av tredje klassen och likställda | Lokomotivförare av första graden Stationsmästare vid fjärde klassens station och likställda | Lokomotivförare av andra graden Stationsmästare vid station av femte klassen och likställda | Lokomotivförare av tredje och fjärde graden och likställda | Rälsbussförare och likställda | Biträdande lokomotivförare och likställda | Förste växlare Vakthavande vid station av fjärde klassen och likställda | Växlare Konduktör Lokomotiveldare och likställda |
| Källa:                                                      |                                                              |                                                                                             |                                                                                             |                                                            |                               |                                           |                                                                         |                                                  |

## Tjänsteställningstecken 1973-1979
Under perioden 1973-1979 bars tjänsteställningstecken på kavajens bägge underärmar.
|        | Högsta järnvägsbefälet | Högsta järnvägsbefälet | Högsta järnvägsbefälet | Högsta järnvägsbefälet | Högre järnvägsbefälet | Högre järnvägsbefälet | Högre järnvägsbefälet | Högre järnvägsbefälet |
| ------ | ---------------------- | ---------------------- | ---------------------- | ---------------------- | --------------------- | --------------------- | --------------------- | --------------------- |
|        | знак мпс 1973          | знак мпс 1973          | знак мпс 1973          | знак мпс 1973          | знак мпс 1973         | знак мпс 1973         | знак мпс 1973         | знак мпс 1973         |
| Källa: |                        |                        |                        |                        |                       |                       |                       |                       |

|        | Mellersta järnvägsbefälet | Mellersta järnvägsbefälet | Mellersta järnvägsbefälet | Mellersta järnvägsbefälet | Lägre järnvägsbefälet | Lägre järnvägsbefälet | Lägre järnvägsbefälet | Vanliga arbetare |
| ------ | ------------------------- | ------------------------- | ------------------------- | ------------------------- | --------------------- | --------------------- | --------------------- | ---------------- |
|        | знак мпс 1979             | знак мпс 1979             | знак мпс 1979             | знак мпс 1979             | знак мпс 1979         | знак мпс 1979         | знак мпс ссср 1979    | знак мпс 1979    |
| Källa: |                           |                           |                           |                           |                       |                       |                       |                  |

## Tjänsteställningstecken 1979–1985
Under perioden 1979-1985 bars tjänsteställningstecken på kavajens bägge underärmar.
|        | Järnvägsministeriet | Järnvägsministeriet | Järnvägsministeriet | Högsta järnvägsbefälet | Högsta järnvägsbefälet | Högsta järnvägsbefälet | Högsta järnvägsbefälet | Högre järnvägsbefälet  | Högre järnvägsbefälet  | Högre järnvägsbefälet  | Högre järnvägsbefälet  |
| ------ | ------------------- | ------------------- | ------------------- | ---------------------- | ---------------------- | ---------------------- | ---------------------- | ---------------------- | ---------------------- | ---------------------- | ---------------------- |
|        | знак мпс 1979       | знак мпс 1979       | знак мпс 1979       | знак различия мпс 1979 | знак различия мпс 1979 | знак различия мпс 1979 | знак различия мпс 1979 | знак различия мпс 1979 | знак различия мпс 1979 | знак различия мпс 1979 | знак различия мпс 1979 |
| Källa: |                     |                     |                     |                        |                        |                        |                        |                        |                        |                        |                        |

|        | Mellersta järnvägsbefälet | Mellersta järnvägsbefälet | Mellersta järnvägsbefälet | Mellersta järnvägsbefälet | Lägre järnvägsbefälet | Lägre järnvägsbefälet | Lägre järnvägsbefälet | Lägre järnvägsbefälet | Vanliga arbetare |
| ------ | ------------------------- | ------------------------- | ------------------------- | ------------------------- | --------------------- | --------------------- | --------------------- | --------------------- | ---------------- |
|        | знак различия мпс 1979    | знак различия мпс 1979    | знак различия мпс 1979    | знак различия мпс 1979    | знак мпс 1979         | знак мпс 1979         | знак мпс 1979         | знак мпс ссср 1979    | знак мпс 1979    |
| Källa: |                           |                           |                           |                           |                       |                       |                       |                       |                  |